# Suicide Squad: Special Ops
Suicide Squad: Special Ops es un videojuego de disparos en primera persona basado en la película Suicide Squad de 2016 desarrollado por Sticky Studios y publicado por Warner Bros. Interactive Entertainment para Android, iOS, macOS, tvOS, Windows.

## Sinopsis
El escuadrón está formado por tres supervillanos encarcelados: Deadshot, Diablo y Harley Quinn. Son reclutados por una agencia gubernamental secreta para ejecutar misiones peligrosas a cambio de clemencia. Son enviados a localizar un equipo de reconocimiento de fuerzas especiales en Midway City, pero su helicóptero se estrella y rápidamente se convierte en una tarea mucho más grande. 

## Jugabilidad
El juego es un juego de disparos en arena basado en oleadas infinitas. La secuencia de los eventos es aleatoria para cada sesión y la dificultad es gradual.
El juego consta de un gran entorno que se puede explorar libremente, pero las diferentes secciones (un metro, las calles, un callejón, el vestíbulo de la estación, etc.) se desbloquean gradualmente al completar oleadas. El jugador puede controlar a los tres personajes y los dos inactivos son controlados automáticamente por la IA. El cambio entre personajes solo se puede hacer después de completar una oleada o cuando uno de los personajes muere. Los personajes controlados por la IA nunca mueren. Cuando un personaje muere, es permanente y cuando mueren los tres, el juego termina. Cada personaje tiene una o dos armas y una siempre es un arma cuerpo a cuerpo o tiene munición ilimitada. Deadshot tiene un rifle de asalto y pistolas montadas en la muñeca. Diablo solo tiene un ataque: disparar fuego, pero necesita recargarse de vez en cuando. Harley Quinn usa un bate de béisbol para ataques cuerpo a cuerpo y un revólver para atacar a distancia. Las armas a distancia generalmente tienen un tiempo de recarga y si usan munición finita, se debe ubicar una caja para reabastecerse. La munición también se repone entre oleadas.
Los enemigos aparecen y atacan desde todas las direcciones, con diferentes tipos de enemigos, como pequeños soldados rasos y enemigos más grandes que usan ataques cuerpo a cuerpo y a distancia. Un medidor cerca de la parte superior de la pantalla muestra cuándo termina la oleada. Matar enemigos llena el medidor de un logotipo que se puede usar para ejecutar ataques especiales, por ejemplo, ralentizar el tiempo en el modo de tirador de Deadshot o incendiar todo el entorno con Diablo. Los golpes directos, apuntando a la cabeza, matan a los enemigos más rápido. Entre niveles, a menudo es posible mejorar las habilidades de cada personaje varias veces, por ejemplo, para aumentar la cantidad de salud que los enemigos dejan atrás, proporcionando más salud máxima o aumentando el tiempo de recarga.
El juego es gratuito y no incluye monetización, compras dentro de la aplicación ni publicidad, a excepción del tráiler de la película. Es posible grabar secuencias del juego y compartirlas en las redes sociales. El juego cuenta con clasificaciones online diarias, semanales y de todos los tiempos.

## Recepción
Suicide Squad: Special Ops recibió críticas "generalmente favorables" según el sitio web agregador de reseñas Metacritic.
Vandal escribió: "Divertido, adictivo, bien diseñado y gratuito. El juego para móviles de Suicide Squad funciona en todos los niveles y, si te interesa un poco la película, deberías probarlo".
Gamezebo escribió: "Dejando de lado algunos pequeños problemas, quizás lo más destacable es que Suicide Squad: Special Ops es completamente gratuito. No hay sistemas de energía, ni puertas aparte de la progresión de nivel, y no hay ni una sola compra dentro de la aplicación en ningún lugar del juego. Puedes jugar mientras puedas sobrevivir, o mientras estés dispuesto a empezar de nuevo. Suicide Squad es un juego potente y no tienes que gastar ni un centavo para entrar en acción".
CD-Action escribió: Vaya, qué fenómeno más extraño: un juego móvil gratuito basado en una película es mucho mejor que la película en sí.
3DJuegos escribió: Repetitivo pero frenético y muy divertido juego de shoot 'em up en primera persona que nos permitirá controlar a tres miembros del Escuadrón Suicida: Harley Quinn, Deadshot y Diablo.
Multiplayer.it escribió: Suicide Squad: Missione Speciale es completamente gratuito y ofrece algo de acción FPS divertida, pero también es un poco repetitivo y, básicamente, sin sensación de progresión, está destinado a resultar aburrido en bastante poco tiempo.